# 구자준
구자준(具滋俊, 1950년 3월 5일 ~ )은 대한민국 경영인으로 제4대 한국배구연맹 총재이다.

## 학력
- 경기고등학교 졸업
- 한양대학교 전자공학 학사
- 미주리대학교 전자공학 학사
- 2011 한양대학교 경영학 명예박사

## 경력 및 수상
- 1993.12 금성정밀 상무이사
- 1995.01 ~ 1998.12 LG정밀 방산사업부 전무이사, 방산사업부 부사장, 시스템사업본부장 부사장
- 1999.11 ~ 2005.03 LG화재해상보험 부사장,영업 및 영업지원총괄담당 부사장, 대표이사 사장
- 2005.03 ~ 2006.03 LG화재보험 대표이사 부회장
- 2006.04 ~ 2008.12 LIG손해보험 대표이사 부회장
- 2008.12 ~ 2013.06 LIG손해보험 대표이사 회장, 구미 LIG손해보험 그레이터스 프로배구단 구단주
- 2012.11 ~ 제4대 한국배구연맹 총재
- 2013.06 ~ 2015.06.23 LIG손해보험 상임고문
- 2010 이웃돕기유공 국민포장,대한적십자사 최고명예대장

## 가족관계
- 아내: 이영희
- 형: 구자훈 LIG손해보험 회장, LIG 문화재단 이사장, 前 한중남미협회 회장